# Cantón de Beaucourt
El cantón de Beaucourt (en francés canton de Beaucourt) era una división administrativa francesa, que estaba situada en el departamento del Territorio de Belfort, de la antigua región de Franco-Condado.

## Composición
El cantón estaba formado por seis comunas:
- Beaucourt (B)
- Croix (C)
- Fêche-l'Église (F)
- Montbouton (M)
- Saint-Dizier-l'Évêque (S-D)
- Villars-le-Sec (V)

## Historia
Fue creado en 1970. En aplicación del decreto nº 2014-155 del 13 de febrero de 2014, el cantón de Beaucourt fue suprimido el 1 de abril de 2015 y sus 6 comunas pasaron a formar parte del cantón de Delle.